# Amund Grøndahl Jansen
Amund Grøndahl Jansen (født 11. februar 1994) er en professionel cykelrytter fra Norge, der er på kontrakt hos Uno-X Mobility.
Som professionel har Grøndahl Jansen en etapesejr i ZLM Tour og et norsk mesterskab i linjeløb i 2019. Ved Tour de France 2019 vandt han sammen med sit hold Team Jumbo-Visma holdtidskørslen på 2. etape.